# Gary Bartz
Gary Bartz (Baltimora, 26 settembre 1940) è un sassofonista statunitense.
È un musicista jazz che suona sax contralto e sax soprano.

## Carriera
Laureatosi alla prestigiosa Juilliard School, Bartz ha collaborato con Charles Mingus, Art Blakey e i Jazz Messengers, Miles Davis, McCoy Tyner, Max Roach, e Jackie McLean. A queste prestigiose collaborazioni ha aggiunto una carriera concertistica e di studio come leader di diversi gruppi, tra cui si ricordano gli Ntu Troop, che combinavano musica soul, funk, musica folk Africana, hard bop, e free jazz.
Nel 2005, Bartz vinse un premio Grammy per la sua prestazione nell'album  Illuminations di McCoy Tyner.
Bartz è professore all'Oberlin Conservatory of Music.

## Discografia
- 1967: Libra. Milestone Records
- 1968:  Another Earth. Milestone Records
- 1969:  Home. Milestone Records
- 1970:  Harlem Bush Music: Taifa. BGP
- 1971:  Uhuru. Milestone Records
- 1972:  Juju Street Songs (Prestige)
- 1972:  Follow the Medicine Man (Prestige)
- 1972:  Standin' On the Corner (Prestige)
- 1973:  I've Known Rivers and Other Bodies (Prestige)
- 1973:  Dr, Follow's Dance (Prestige)
- 1973:  Singerella: A Ghetto Fairy Tale (Prestige)
- 1974:  Altissimo. Nippon Phillips
- 1975:  The Shadow Do! (Prestige)
- 1976:  Juju Man. Catalyst Records
- 1977:  Music Is My Sanctuary. Capital Records
- 1978:  Love Affair. Capitol Records
- 1978:  Love Song. VJ International
- 1980:  Bartz. Arista Records
- 1988:  Monsoon. SteepleChase
- 1988:  Reflections of Monk. SteepleChase
- 1990:  West 42nd Street. Candid Records
- 1990:  There Goes the Neighborhood (Live). Candid Records
- 1991:  Shadows. Timeless Holland
- 1994:  Episode One Children of Harlem. Challenge Records
- 1994:  Red & Orange Poems. Atlantic Records
- 1995:  Alto Memories. Verve Records
- 1996: Blues Chronicles: Tales of Life. Atlantic Records
- 1999:  Live @ the Jazz Standard, Vol. 1: Soulstice. OYO
- 2001:  The Montreal Concert (Live). SM